# Шведська народна партія Фінляндії
Шведська народна партія Фінляндії (швед. Svenska folkpartiet i Finland (SFP); фін. Suomen ruotsalainen kansanpuolue (RKP)) — фінська ліберальна політична партія, що відстоює права шведської національної меншини заснована в 1906 році. Партія має 9 місць із 200 у парламенті Фінляндії і входить до урядової коаліції разом із партіями Фінляндський центр, Національна коаліція та Зелений союз. Партія має 1 місце із 13 виділених для Фінляндії у Європарламенті (входить до фракції Альянс лібералів і демократів за Європу).